# Pariscope
Pariscope es un semanario cultural parisino que empezó a publicarse el 13 de octubre de 1965. Aparece los miércoles y comparte una página web con la publicación mensual Première.
Pariscope informa de los horarios y programación de las salas de cine, espectáculos, teatros y conciertos en París y sus alrededores. 
Su precio de venta en 2015 era de 50 céntimos de euro.